# アエロポルト駅 (モスクワ地下鉄)
座標: 北緯55度48分01秒 東経37度31分58秒 / 北緯55.8003度 東経37.5329度
アエロポルト駅（アエロポルトえき、ロシア語: Аэропорт）は、モスクワ地下鉄2号線の駅。

## 歴史
1938年9月11日に2号線の最初の区間の一部として完成した。

## 駅名の由来
モスクワ初の飛行場であるフルンゼ中央飛行場に由来する。